# Havyard 974
Havyard 974 bezeichnet einen aus zwei Einheiten bestehenden Kühl- und Containerschiffstyp der Reederei Royal Arctic Line.

## Geschichte
Die am 23. März 2018 bestellten Schiffe wurden auf der spanischen Werft Zamakona Yards in Bilbao gebaut und im November 2020 bzw. April 2021 an die in Nuuk ansässige Reederei Royal Arctic Line abgeliefert. Sie dienen der Versorgung von Siedlungen an der Küste Grönlands.
Die Schiffe ersetzten zwei ältere Schiffe der Reederei, die 1979 gebaute Pajuttaat und die 1983 gebaute Vestlandia.
Der Schiffsentwurf stammte vom norwegischen Schiffsarchitekturbüro Havyard Design & Solutions in Fosnavåg.

## Beschreibung
Die Schiffe werden von einem ABC-Dieselmotor des Typs 12 DZC mit 1900 kW Leistung angetrieben. Der Motor wirkt über ein Untersetzungsgetriebe auf einen Verstellpropeller. Die Schiffe sind mit jeweils einem elektrisch mit 400 kW Leistung angetriebenen Bug- und Heckstrahlruder mit Verstellpropeller ausgestattet. Für die Stromerzeugung stehen ein vom Hauptmotor mit 1000 kW Leistung angetriebener Leroy-Somer-Wellengenerator und zwei von Scania-Dieselmotoren des Typs DI13 mit jeweils 426 kW Leistung angetriebene Generatoren zur Verfügung. Weiterhin wurde ein von einem Scania-Dieselmotor des Typs DI9M mit 323 kW Leistung angetriebener Notgenerator verbaut. Der Wellengenerator kann im Falle eines Ausfalls des Antriebsmotors auch als Elektromotor für den Antrieb des Propellers genutzt werden.
Die Schiffe verfügen über zwei mit Zwischendecks unterteilte Laderäume für den Transport temperaturgeführter Ladungen. Die Temperatur in den Räumen kann separat zwischen −27 °C und +4 °C eingestellt werden. Lukendeckel und Zwischendecks sind als Faltlukendeckel ausgelegt. Die Zwischendecks und die Lukendeckel können mit jeweils 2 t/m² belastet werden. In den Laderäumen können 500 Paletten befördert werden.
Die Schiffe sind im Mittschiffsbereich auf der Steuerbordseite mit einem Lastenaufzug und einer Seitenpforte ausgerüstet. Hierüber können Paletten be- und entladen werden. Der Lastenaufzug kann 4 t heben. Die Plattform des Aufzuges ist 3,05 × 1,40 m groß.
Die Containerkapazität der Schiffe beträgt 55 TEU. Davon können 25&TEU in den Laderäumen und 30 TEU an Deck verladen werden. Für Kühlcontainer stehen 36 Anschlüsse zur Verfügung, 16 in den Laderäumen und 20 an Deck.
Die Schiffe sind mit zwei TTS-Kranen ausgerüstet, von denen der vordere 20 t und der hintere 35 t heben kann. Der Rumpf der Schiffe ist eisverstärkt (Eisklasse PC 7).
An Bord können 14 Besatzungsmitglieder in Einzelkabinen untergebracht werden. Die übliche Besatzungsstärke beträgt 12 Seeleute. Die Reservekabinen können beispielsweise für Unterbringung von Kadetten genutzt werden.

## Schiffe
| Havyard 974     | Havyard 974 | Havyard 974 | Havyard 974                                     |
| Bauname         | Baunummer   | IMO-Nummer  | Kiellegung Stapellauf Ablieferung               |
| --------------- | ----------- | ----------- | ----------------------------------------------- |
| Siuana Arctica  | 797         | 9854636     | 21. März 2019 4. Februar 2020 25. November 2020 |
| Maleraq Arctica | 798         | 9854648     | 20. Juni 2019 22. Juli 2020 22. April 2021      |

Die Schiffe fahren unter der Flagge Dänemarks. Sie sind in Odense (Siuana Arctica) bzw. Helsingør (Maleraq Arctica) registriert.